# Pilot Pen Tennis 2008 - Qualificazioni singolare femminile
Le qualificazioni del singolare femminile del Pilot Pen Tennis 2008 sono state un torneo di tennis preliminare per accedere alla fase finale della manifestazione. I vincitori dell'ultimo turno sono entrati di diritto nel tabellone principale. In caso di ritiro di uno o più giocatori aventi diritto a questi sono subentrati i lucky loser, ossia i giocatori che hanno perso nell'ultimo turno ma che avevano una classifica più alta rispetto agli altri partecipanti che avevano comunque perso nel turno finale.
Le qualificazioni del torneo Pilot Pen Tennis 2008 prevedevano 32 partecipanti di cui 4 sono entrati nel tabellone principale.

## Teste di serie
1. Sara Errani (ultimo turno)
2. Anastasija Rodionova (secondo turno)
3. Monica Niculescu (Qualificata)
4. Camille Pin (ultimo turno)

1. Barbora Zahlavova Strycova (primo turno)
2. Anastasija Pavljučenkova (primo turno)
3. María José Martínez Sánchez (Qualificata)
4. Anne Keothavong (secondo turno)

## Qualificati
1. Mallory Cecil
2. María José Martínez Sánchez

1. Monica Niculescu
2. Alla Kudrjavceva

## Tabellone

### Legenda
| - Q = Qualificato - WC = Wild card - LL = Lucky loser | - ALT = Alternate - SE = Special Exempt - PR = Protected Ranking | - w/o = Walkover - r = Ritirato - d = Squalificato |

### Sezione 1
|  | Primo turno           | Primo turno                | Primo turno                | Primo turno                | Primo turno |  |  | Secondo turno | Secondo turno   | Secondo turno   | Secondo turno | Secondo turno |   |   | Ultimo turno | Ultimo turno | Ultimo turno | Ultimo turno | Ultimo turno |  |
|  |                       |                            |                            |                            |             |  |  |               |                 |                 |               |               |   |   |              |              |              |              |              |  |
|  | 1                     | Sara Errani                | Sara Errani                | 6                          | 6           |  |  |               |                 |                 |               |               |   |   |              |              |              |              |              |  |
|  |                       | Christina McHale           | Christina McHale           | 3                          | 4           |  |  | 1             | Sara Errani     | Sara Errani     | 6             | 6             |   |   |              |              |              |              |              |  |
|  | Soledad Esperon       | Soledad Esperon            | 1                          | 6                          | 6           |  |  |               | Soledad Esperon | Soledad Esperon | 3             | 3             |   |   |              |              |              |              |              |  |
|  | Jelena Kostanić Tošić | Jelena Kostanić Tošić      | 6                          | 2                          | 3           |  |  |               |                 |                 |               |               |   |   | 1            | Sara Errani  | 6            | 4            | 1            |  |
|  | Alexa Glatch          | Alexa Glatch               | Alexa Glatch               | 7                          | 7           |  |  |               |                 |                 | Mallory Cecil | 4             | 6 | 6 |              |              |              |              |              |  |
|  | Galina Voskoboeva     | Galina Voskoboeva          | Galina Voskoboeva          | 5                          | 5           |  |  | Alexa Glatch  | Alexa Glatch    | 4               | 6             | 1             |   |   |              |              |              |              |              |  |
|  |                       | Mallory Cecil              | Mallory Cecil              | Mallory Cecil              | W-O         |  |  | Mallory Cecil | Mallory Cecil   | 6               | 3             | 6             |   |   |              |              |              |              |              |  |
|  | 5                     | Barbora Zahlavova Strycova | Barbora Zahlavova Strycova | Barbora Zahlavova Strycova |             |  |  |               |                 |                 |               |               |   |   |              |              |              |              |              |  |

### Sezione 2
|  | Primo turno            | Primo turno                 | Primo turno                 | Primo turno | Primo turno |  |  | Secondo turno | Secondo turno               | Secondo turno        | Secondo turno               | Secondo turno |   |   | Ultimo turno | Ultimo turno | Ultimo turno | Ultimo turno | Ultimo turno |  |
|  |                        |                             |                             |             |             |  |  |               |                             |                      |                             |               |   |   |              |              |              |              |              |  |
|  | 2                      | Anastasija Rodionova        | 7                           | 4           | 7           |  |  |               |                             |                      |                             |               |   |   |              |              |              |              |              |  |
|  |                        | Magdaléna Rybáriková        | 5                           | 6           | 65          |  |  | 2             | Anastasija Rodionova        | Anastasija Rodionova | 65                          | 3             |   |   |              |              |              |              |              |  |
|  | Julia Görges           | Julia Görges                | Julia Görges                | 7           | 6           |  |  |               | Julia Görges                | Julia Görges         | 7                           | 6             |   |   |              |              |              |              |              |  |
|  | Stéphanie Cohen-Aloro  | Stéphanie Cohen-Aloro       | Stéphanie Cohen-Aloro       | 5           | 3           |  |  |               |                             |                      |                             |               |   |   |              | Julia Görges | 7            | 1            | 3            |  |
|  | Nuria Llagostera Vives | Nuria Llagostera Vives      | Nuria Llagostera Vives      | 6           | 6           |  |  |               |                             | 7                    | María José Martínez Sánchez | 5             | 6 | 6 |              |              |              |              |              |  |
|  | Marie-Ève Pelletier    | Marie-Ève Pelletier         | Marie-Ève Pelletier         | 4           | 2           |  |  |               | Nuria Llagostera Vives      | 1                    | 6                           | 2             |   |   |              |              |              |              |              |  |
|  | 7                      | María José Martínez Sánchez | María José Martínez Sánchez | 6           | 6           |  |  | 7             | María José Martínez Sánchez | 6                    | 2                           | 6             |   |   |              |              |              |              |              |  |
|  |                        | Maret Ani                   | Maret Ani                   | 3           | 1           |  |  |               |                             |                      |                             |               |   |   |              |              |              |              |              |  |

### Sezione 3
|  | Primo turno       | Primo turno          | Primo turno          | Primo turno | Primo turno |  |  | Secondo turno | Secondo turno     | Secondo turno     | Secondo turno     | Secondo turno     |   |   | Ultimo turno | Ultimo turno     | Ultimo turno     | Ultimo turno | Ultimo turno |  |
|  |                   |                      |                      |             |             |  |  |               |                   |                   |                   |                   |   |   |              |                  |                  |              |              |  |
|  | 3                 | Monica Niculescu     | 6                    | 5           | 7           |  |  |               |                   |                   |                   |                   |   |   |              |                  |                  |              |              |  |
|  |                   | Evgenija Rodina      | 4                    | 7           | 5           |  |  | 3             | Monica Niculescu  | 3                 | 6                 | 6                 |   |   |              |                  |                  |              |              |  |
|  | Vesna Manasieva   | Vesna Manasieva      | Vesna Manasieva      | 7           | 6           |  |  |               | Vesna Manasieva   | 6                 | 4                 | 1                 |   |   |              |                  |                  |              |              |  |
|  | Vasilisa Bardina  | Vasilisa Bardina     | Vasilisa Bardina     | 5           | 2           |  |  |               |                   |                   |                   |                   |   |   | 3            | Monica Niculescu | Monica Niculescu | 6            | 6            |  |
|  | Ekaterina Byčkova | Ekaterina Byčkova    | 6                    | 1           | 6           |  |  |               |                   |                   | Ekaterina Byčkova | Ekaterina Byčkova | 2 | 3 |              |                  |                  |              |              |  |
|  | Asia Muhammad     | Asia Muhammad        | 2                    | 6           | 4           |  |  |               | Ekaterina Byčkova | Ekaterina Byčkova | 6                 | 7                 |   |   |              |                  |                  |              |              |  |
|  | 8                 | Anne Keothavong      | Anne Keothavong      | 6           | 6           |  |  | 8             | Anne Keothavong   | Anne Keothavong   | 1                 | 5                 |   |   |              |                  |                  |              |              |  |
|  |                   | Maria Fernanda Alves | Maria Fernanda Alves | 2           | 0           |  |  |               |                   |                   |                   |                   |   |   |              |                  |                  |              |              |  |

### Sezione 4
|  | Primo turno     | Primo turno              | Primo turno              | Primo turno | Primo turno |  |  | Secondo turno    | Secondo turno    | Secondo turno    | Secondo turno    | Secondo turno |   |   | Ultimo turno | Ultimo turno | Ultimo turno | Ultimo turno | Ultimo turno |  |
|  |                 |                          |                          |             |             |  |  |                  |                  |                  |                  |               |   |   |              |              |              |              |              |  |
|  | 4               | Camille Pin              | 6                        | 5           | 6           |  |  |                  |                  |                  |                  |               |   |   |              |              |              |              |              |  |
|  |                 | Anna Lapuščenkova        | 2                        | 7           | 0           |  |  | 4                | Camille Pin      | Camille Pin      | 7                | 6             |   |   |              |              |              |              |              |  |
|  | Natalie Grandin | Natalie Grandin          | Natalie Grandin          | 7           | 6           |  |  |                  | Natalie Grandin  | Natalie Grandin  | 5                | 3             |   |   |              |              |              |              |              |  |
|  | Naomi Cavaday   | Naomi Cavaday            | Naomi Cavaday            | 5           | 3           |  |  |                  |                  |                  |                  |               |   |   | 4            | Camille Pin  | 6            | 3            | 6            |  |
|  | Julie Ditty     | Julie Ditty              | Julie Ditty              | 6           | 6           |  |  |                  |                  |                  | Alla Kudrjavceva | 4             | 6 | 7 |              |              |              |              |              |  |
|  | Andreja Klepač  | Andreja Klepač           | Andreja Klepač           | 3           | 2           |  |  | Julie Ditty      | Julie Ditty      | Julie Ditty      | 4                | 2             |   |   |              |              |              |              |              |  |
|  |                 | Alla Kudrjavceva         | Alla Kudrjavceva         | 6           | 7           |  |  | Alla Kudrjavceva | Alla Kudrjavceva | Alla Kudrjavceva | 6                | 6             |   |   |              |              |              |              |              |  |
|  | 6               | Anastasija Pavljučenkova | Anastasija Pavljučenkova | 3           | 63          |  |  |                  |                  |                  |                  |               |   |   |              |              |              |              |              |  |